# Liste der Universitäten in Algerien
Die Liste der Universitäten und Hochschulen in Algerien gibt einen Überblick über die Universitäten und Hochschulen im nordafrikanischen Algerien.

## Universitäten in Algerien
- Universität Adrar
- Universität Algier (Gründung 1909)
- Universität Annaba
- Universität Batna
- Universität Bechar
- Universität Blida
- Université Constantine 1 – Frères Mentouri (Gründung 1969), Constantine
- Université Constantine 2 – Abdelhamid Mehri (Gründung 2011)
- Université Constantine 3 – Salah Boudnider (Gründung 2011; in Betriebnahme 2013)[1]
- Universität Ech Cheliff
- Universität Jijel
- Universität M’Sila
- Universität Mostaganem
- Universität Muaskar
- Universität Oran
- Universität Ouargla
- Universität Skikda
- Universität Tiaret
- Universität Wahran (Gründung 1961)